# CYTA
CYTA (kortform för CYpriot Telecommunication Authority) eller ATHK (Αρχή Τηλεπικοινωνιών Κύπρου) på grekiska) är Cyperns nationella telefonoperatör och huvudleverantör för fast telefoni, internet och mobilkommunikation. CytaMobile köptes upp av Vodafone.
Företaget täcker hela landet med digital PSTN och ISDN-telefonlinjer och erbjuder dessutom ADSL i de största städerna.
CYTA-koncernen äger flera företag, bland annat Cytanet (ISP), CytaMobile (mobiltelefoni) och övriga företag inom den typ av kommunikation.